# Ulomyia rostrata
Ulomyia rostrata är en tvåvingeart som beskrevs av Vaillant 1983. Ulomyia rostrata ingår i släktet Ulomyia och familjen fjärilsmyggor.
Artens utbredningsområde är Rumänien. Inga underarter finns listade i Catalogue of Life.